# Giulio Sega
Giulio Sega (Cadidavid, 22 ottobre 1944) è un ex calciatore italiano, di ruolo ala destra.

## Carriera

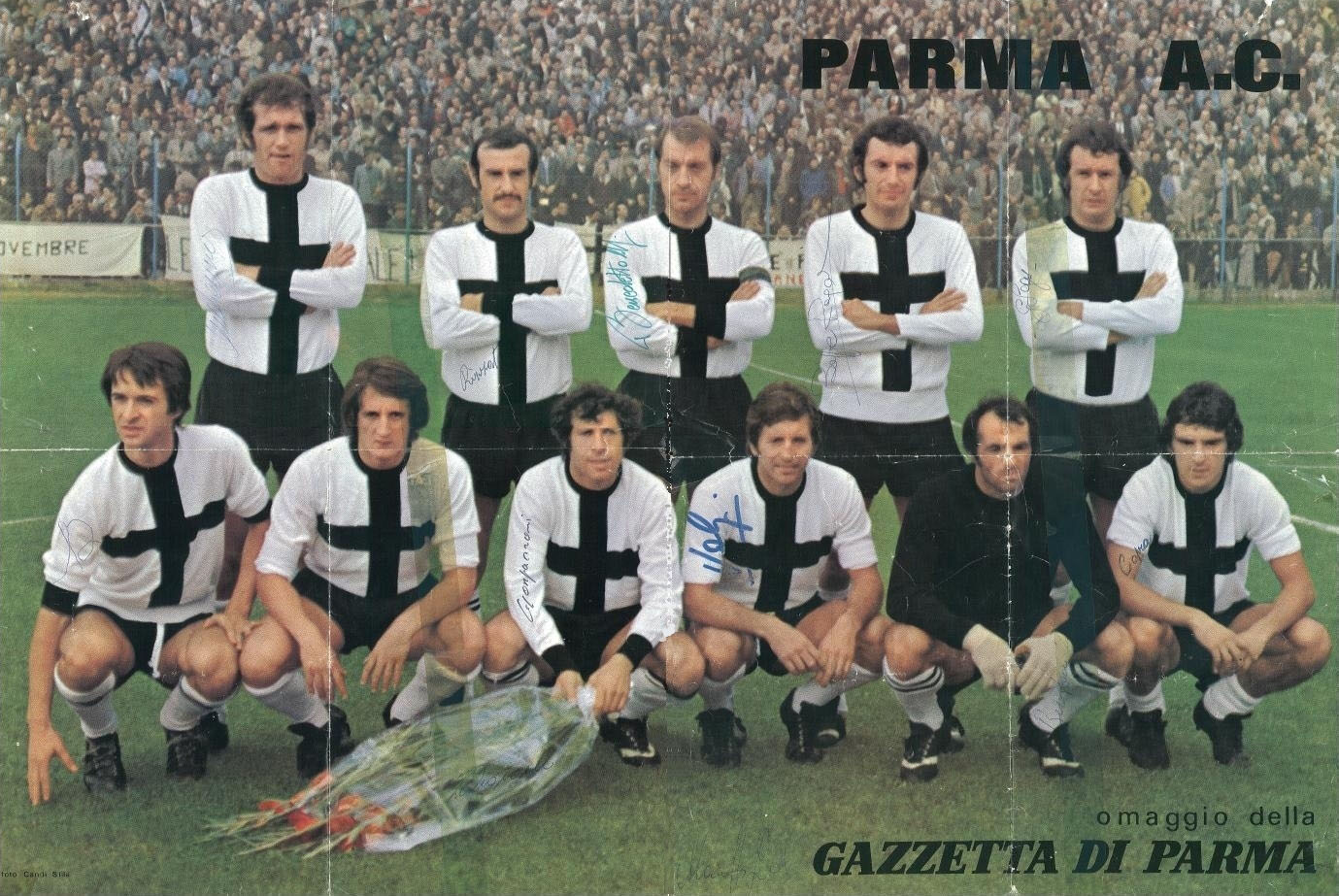
Sega (in piedi, primo da destra) nel Parma dell'annata 1973-1974

Cresce nelle giovanili del Verona, con cui esordisce in prima squadra durante il campionato di Serie B 1964-1965; con i gialloblu disputa quindi da titolare quattro campionati di Serie B fino al raggiungimento della promozione nella stagione 1967-1968, cui contribuisce con 6 reti in 34 presenze, risultando il miglior marcatore stagionale dei veneti. Resta con gli scaligeri anche nella stagione successiva in Serie A perdendo il posto da titolare, totalizzando 9 presenze.
Nella sessione autunnale del calciomercato 1969 passa al Pisa appena retrocesso in Serie B, quindi prosegue la carriera fra i cadetti trasferendosi prima al Bari, quindi scende di categoria per vestire nel 1971 la maglia del Parma, con cui disputa quattro campionati (due in Serie C e due in Serie B).
In carriera ha totalizzato complessivamente 11 presenze in Serie A e 200 presenze e 32 reti in Serie B.

## Palmarès

### Competizioni nazionali
- Campionato italiano Serie C: 1

Parma: 1972-1973 (girone A)